# Kalkbreite

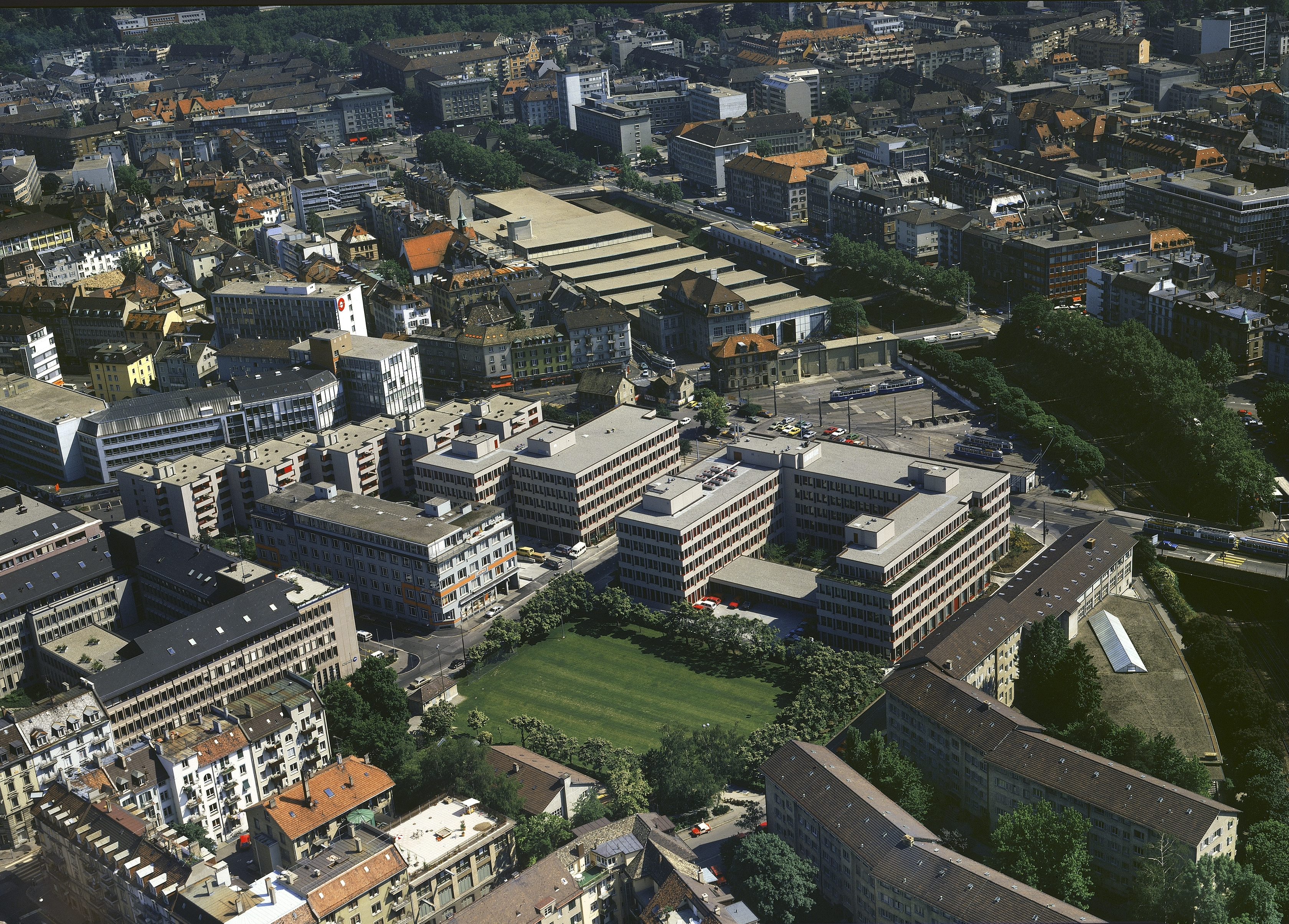
Das Gebiet der Kalkbreite im Juli 1984, bevor die Wohn- und Gewerbebau Kalkbreite erstellt wurde

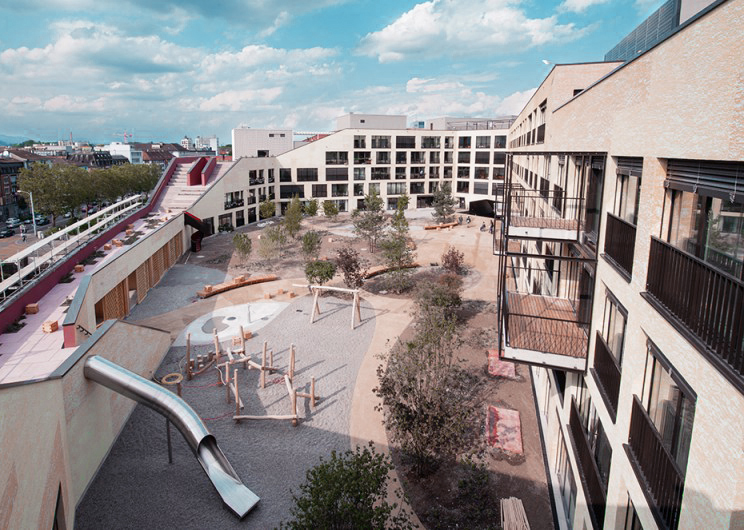
Innenhof des Wohn- und Gewerbebaus Kalkbreite

Kalkbreite bezeichnet einen Bereich im Grenzgebiet der Stadtkreise Aussersihl und Wiedikon an der Badenerstrasse in der Nähe vom Bahnhof Wiedikon in Zürich.
Der Begriff bezieht sich heute meist auf die Tramhaltestelle «Kalkbreite/Bahnhof Wiedikon»⊙, das Tramdepot «Kalkbreite»⊙, auch «Elisabethenstrasse» genannt oder der Wohn- und Gewerbebau Kalkbreite über der Tramabstellanlage «Kalkbreite».⊙. Weiter trägt die Kalkbreitenstrasse den Namen in der Bezeichnung. Sie führt von der Badenerstrasse zum Goldbrunnenplatz⊙ an der Birmensdorferstrasse führt.
Der Flurname «Kalkbreite» deutet auf Ackerland hin, das mit Kalksteinen übersät war. Diese wurden mittels Kalkbrennöfen an der Badenerstrasse zu gebranntem Kalk verarbeitet. Der Wortteil «-breite» deutet darauf hin, dass die Ackerfurche nicht quer zur Strasse, sondern längs dazu verlief, sodass die grösste Dimension des Feldes seine Breite war.